# Hildegard Herget

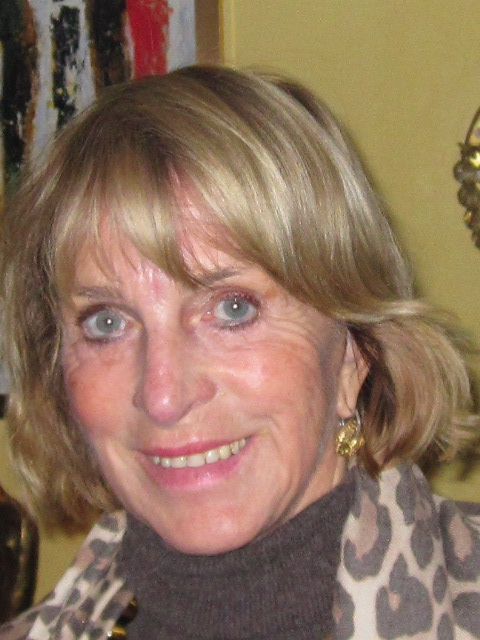
Hildegard Herget im Jahre 2009

Hildegard Ruth Herget (* 29. Juni 1930 in Remscheid als Hildegard Ruth Hellwig; † 4. März 2019 in Salzburg) war eine deutsche Künstlerin und Sportlerin.

## Leben

### Erfolge als Sportlerin

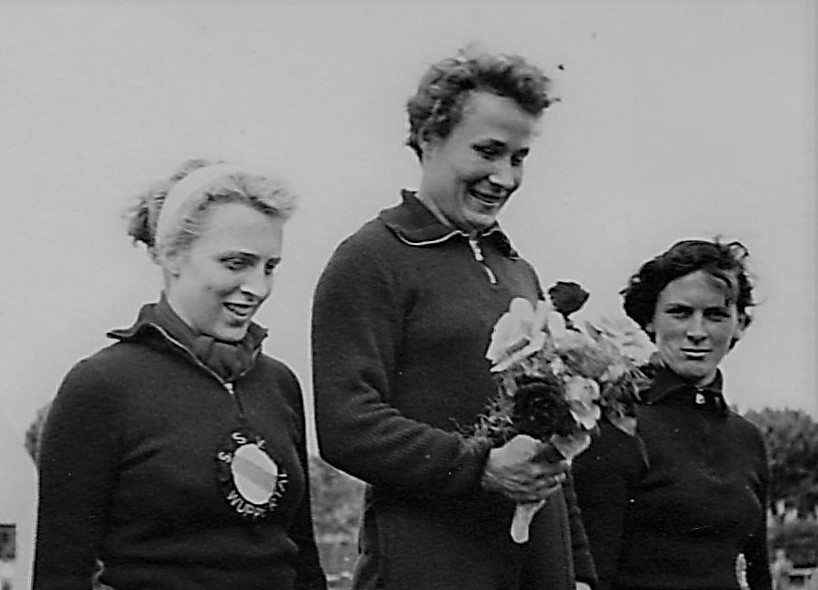
Herget (links) mit Maria Sander (Mitte) und Anneliese Seonbuchner bei einer Siegerehrung 1951

Hildegard Herget wurde in die deutsche Leichtathletikmannschaft berufen und belegte in den Deutschen Leichtathletik-Meisterschaften 1950 über 80 Meter Hürden mit 12,3 s den dritten Platz. 1952 war sie Teil des deutschen Olympiateams, konnte aber aufgrund einer Verletzung nicht an den Spielen teilnehmen. Herget erreichte in folgenden Wettkämpfen Bestwerte von 1,53 m im Hochsprung und 5,55 m im Weitsprung sowie Erfolge im Fünfkampf und im Staffellauf.

### Laufbahn als Modeschneiderin
Herget machte eine Ausbildung an der Fachschule für Gestaltung und besuchte die Meisterschule für Mode in Stuttgart, wo sie 1954 den Meister in Damenschneiderei als Jahresbeste der Bundesrepublik im Schneiderhandwerk ablegte. 1955 heiratete sie Franz Herget, mit dem sie sieben Kinder hatte. Sie arbeitete zunächst als Modeschneiderin, als Directrice im Textilunternehmen Alcron in Wertingen und in Bad Godesberg. Bis 1965 führte sie in ihrem Wohnhaus ein Modeatelier für Abendkleider, in derselben Zeit wurde sie Mutter von fünf Kindern. Nach einem Aquarellkurs an der Volkshochschule begann Herget ein Malstudium an der Folkwangschule in Essen. Sie wandte sich 1978 intensiver der Kunst zu und eröffnete die „Galerie Hildegard Herget am Heidhof“ für progressive Kunst in Remscheid. Die „Galerie Hildegard Herget am Heidhof“ bestand bis in die 1980er Jahre.

### Schaffen als Künstlerin

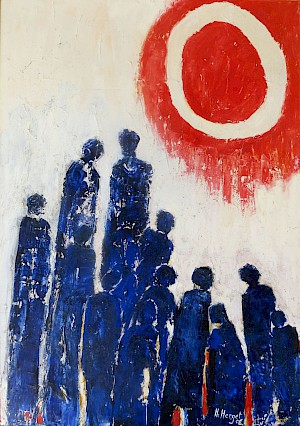
Gemälde „Die Hoffnung“ aus dem Jahr 2006

Nach mehreren Studienaufenthalten an der Salzburger Sommerakademie, wo sie unter Albert Bitran und Howard Kanovitz lernte, zog Herget 1981 nach Salzburg um. Mit dem Umzug einher ging die Trennung von ihrem Mann, drei Kinder nahm sie mit nach Salzburg.
Hergets Schaffen als Künstlerin umfasste hauptsächlich Aquarell-, Ölmalereien sowie Skulpturen aus Bronzeguss. Ab 1985 wandte sie sich neben Aquarellen, Ölgemälden und Linolschnitten auch dem Bronzeguss zu. Hier verwendete sie hauptsächlich das Wachsausschmelzverfahren. Sie machte oft den Menschen, als Einzelnen, Paar oder Gruppe, und die Natur zum Inhalt ihrer Werke. Dabei haben ihre Figuren sowohl in der Malerei als auch in Skulpturen keine Gesichter und sind oft überschlank und nur schemenhaft dargestellt. Sie wurde bekannt für ihren intensiven Farbauftrag.

## Ausstellungen und Werke

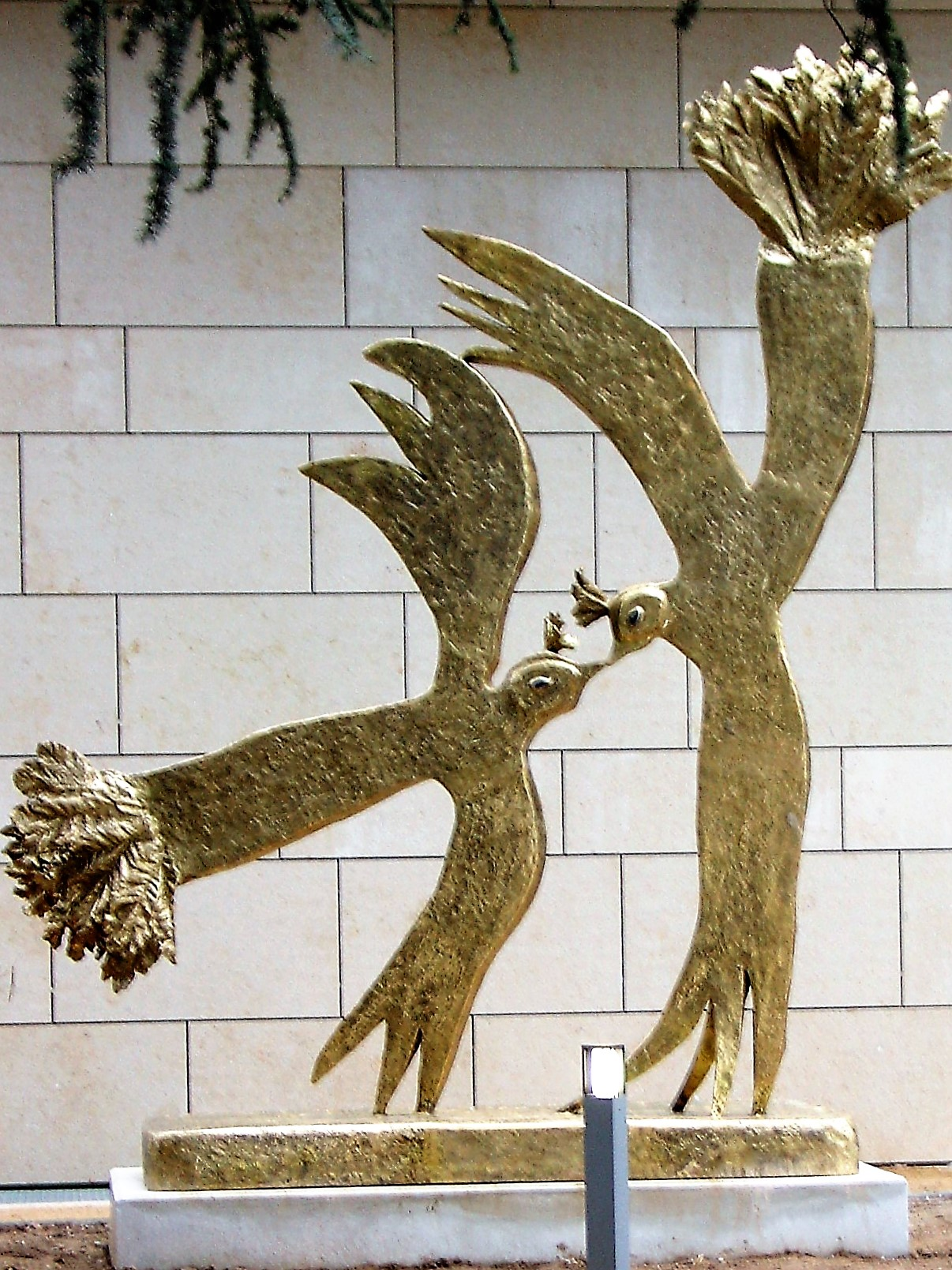
Skulptur „Fusion“ aus dem Jahr 2009

1990 wurde Hergets Wanderausstellung „Liebespaare“ unter anderem im Frauenmuseum Bonn gezeigt. 2004 wurden Hergets Werke in der Galerie Franziskanerstraße unter dem Titel „Menschenbilder“ im Rahmen der Salzburger Festspiele gezeigt. 2006 waren unter dem Titel „Zeichen am Wege in Bronze“ im Botanischen Garten in Salzburg 27 ihrer Skulpturen zu sehen. Sie gestaltete außerdem die Großplastik „Schutz und Freiheit“ in Bronze für das Haus für Behinderte in Altenmarkt in Bayern. Eine 4 Meter hohe Bronzeskulptur mit dem Namen „Fusion“ ist seit 2009 in Bonn an der Fritz-Erler-Straße öffentlich ausgestellt. 2019, kurz nach Hergets Tod, zeigte das Frauenmuseum Bonn eine Auswahl ihrer Werke. Zwei ihrer Ölbilder hängen im deutschen Bundestag. Sie stellte in San Luis Obispo in Kalifornien, der Schwesterstadt des Landes Salzburg, 16 ihrer abstrakten Menschenbilder aus und war Teil einer Ausstellung europäischer Aquarellisten in New York. Auch in London zeigte sie ihre Werke in zwei Einzelausstellungen. 2022 wurden Hergets Werke in einer Gedächtnisausstellung im Kurfürstlichen Gärtnerhaus in Bonn gezeigt.